# Pierino da Vinci
Pierino da Vinci, nato come Pier Francesco di Bartolomeo (Vinci, 1530 circa – Pisa, 1553), è stato uno scultore italiano, nipote di Leonardo da Vinci, figlio cioè del fratellastro minore (Bartolomeo) del celebre genio.

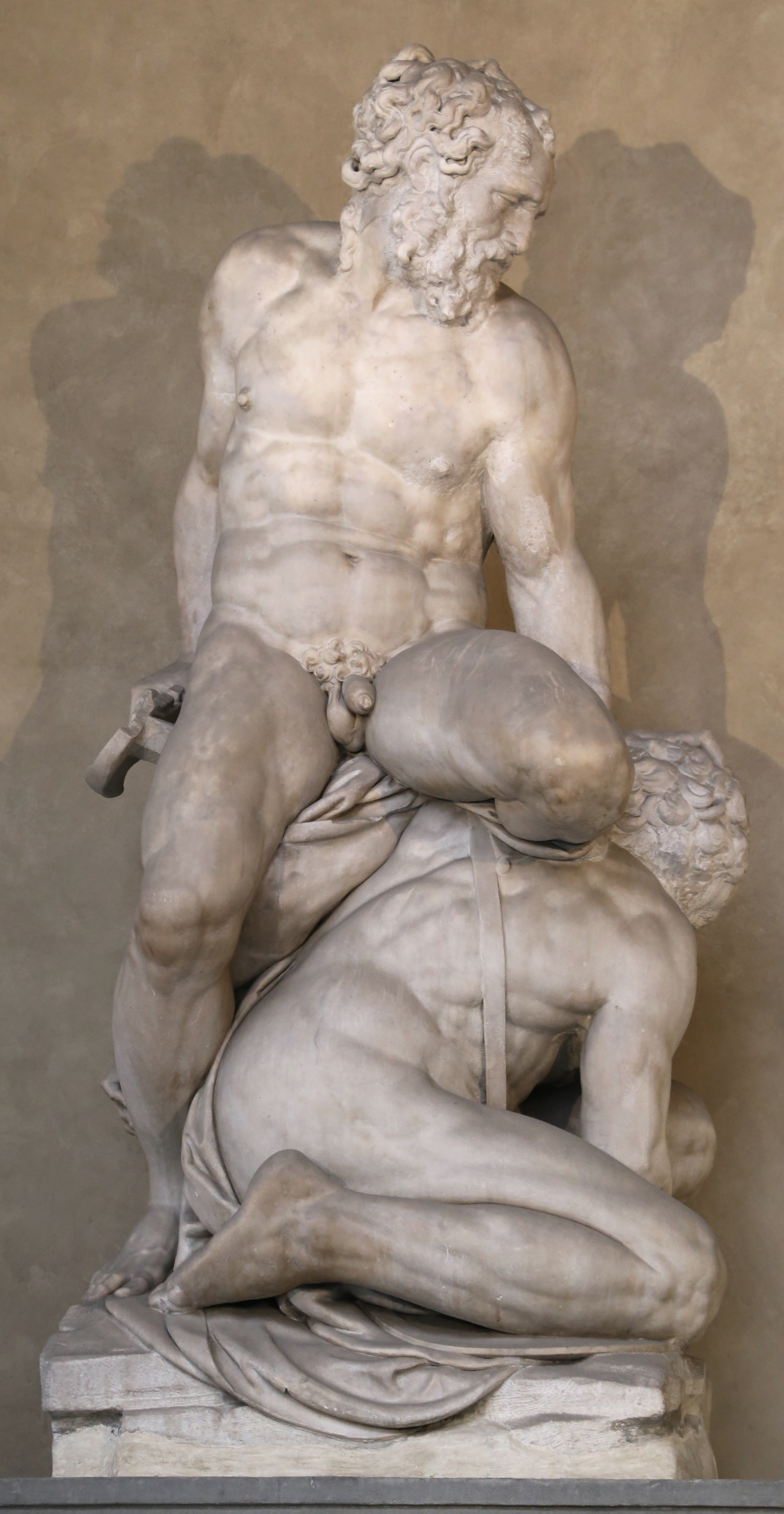
Sansone e il Filisteo, cortile di Palazzo Vecchio, Firenze

Le note strettamente biografiche su questo artista provengono quasi esclusivamente da Le Vite di Giorgio Vasari, il quale riporta una commistione di fatti reali e romanzati, difficilmente districabile in mancanza di altri riscontri.

## Biografia

### Origini

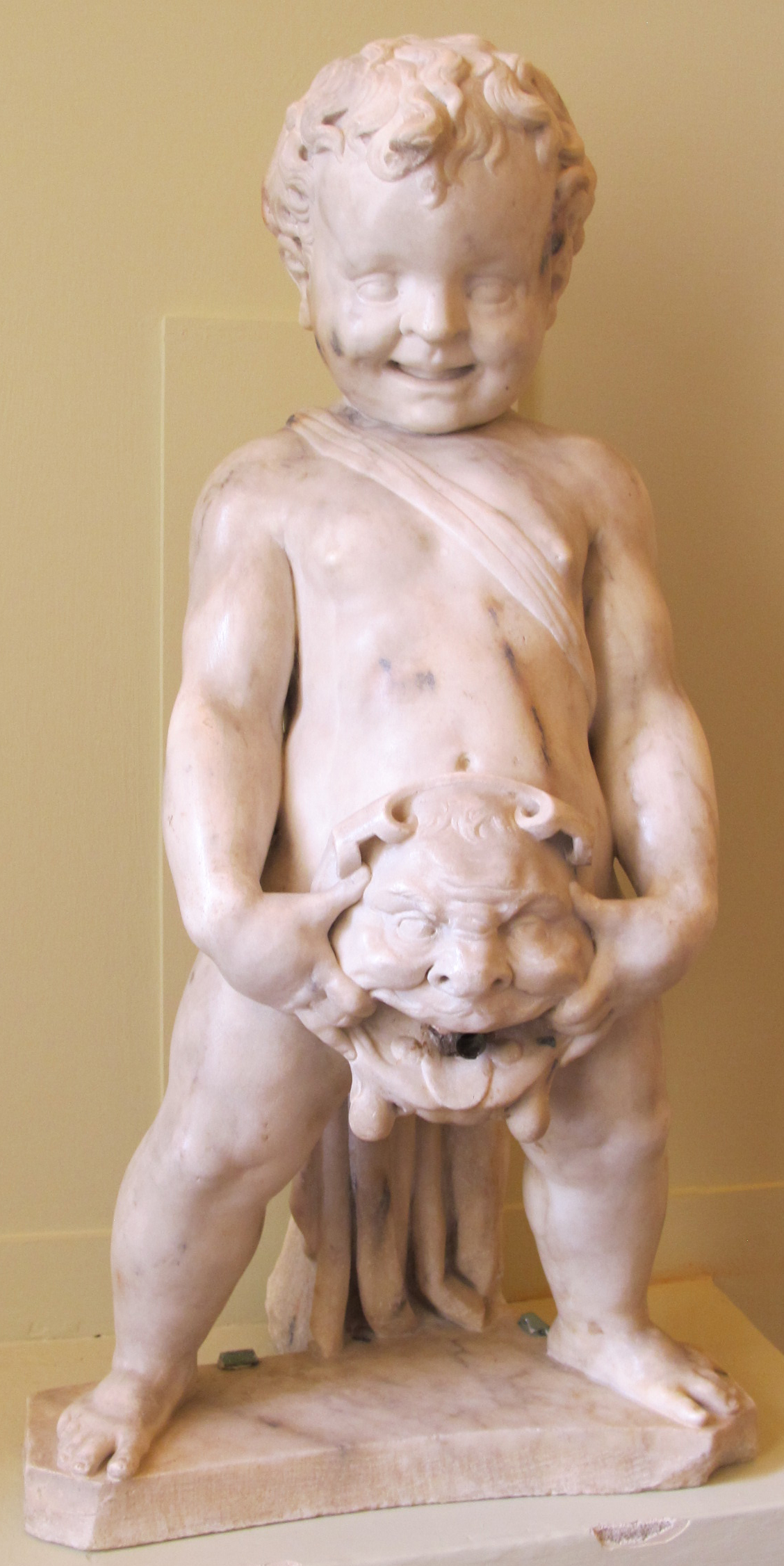
Puer mingens, Arezzo, Museo d'arte medievale e moderna

Ser Piero da Vinci, oltre al famosissimo Leonardo nato da una relazione fuori dal matrimonio, ebbe quattro mogli e un totale di nove figli maschi legittimi, tra cui, dal quarto matrimonio con Lucrezia Cortigiani, Bartolomeo, padre del futuro scultore Pierino. "Pierino", battezzato Pier Francesco, portava dunque il nome del nonno, morto circa 25 anni prima.
Gli estremi cronologici della nascita e della morte si ricavano dalle notizie di Vasari, e non sono stati finora confermati da documenti. Lo scrittore aretino lo ricorda ventitreenne quando morì in viaggio verso Genova al seguito del suo protettore Luca Martini nel 1553, quindi la sua nascita dovrebbe collocarsi entro il 1529 e il 1530.
Un documento che lo riguarda è legato al 1530, quando figura beneficiario dell'eredità dello zio da parte paterna Benedetto. Nel 1534 suo padre versava la decima per un'abitazione al "Canto alla Briga" a Firenze, in cui viveva anche Pierino (tra via dell'Agnolo e via de' Pepi).

### Formazione
Vasari, forse con eccessiva enfasi letteraria, formò il mito di Pierino come enfant prodige, quasi fosse una reincarnazione dell'illustre zio. È lui che ci informa come mosse i primi passi, adolescente, nella bottega di Baccio Bandinelli, già amico dello zio Leonardo, ma fu soprattutto con il Tribolo che sviluppò il suo talento. La sua formazione va quindi collocata nei primi anni quaranta del Cinquecento nell'impresa della decorazione dei giardini della villa Corsini e, soprattutto, della villa medicea di Castello, spesso indicati come gli esempi più antichi di giardino all'italiana.
Attraverso il suo maestro dovette essere indirizzato alle forme più aggiornate dell'arte fiorentina, in particolare al michelangiolismo addolcito di Jacopo Sansovino e al disegno accurato ed elegante di Andrea del Sarto.

### Prime opere ai giardini medicei
Il debutto in un'opera indipendente, avallato dal Tribolo, dovette essere il Putto che minge in un mascherone nel Museo d'arte medievale e moderna di Arezzo, scultura di media grandezza destinata a decorare una fontana per Cristofano Rinieri, in cui si nota la gioiosa vitalità del soggetto, che riecheggia anche agli studi d'espressione di Leonardo.

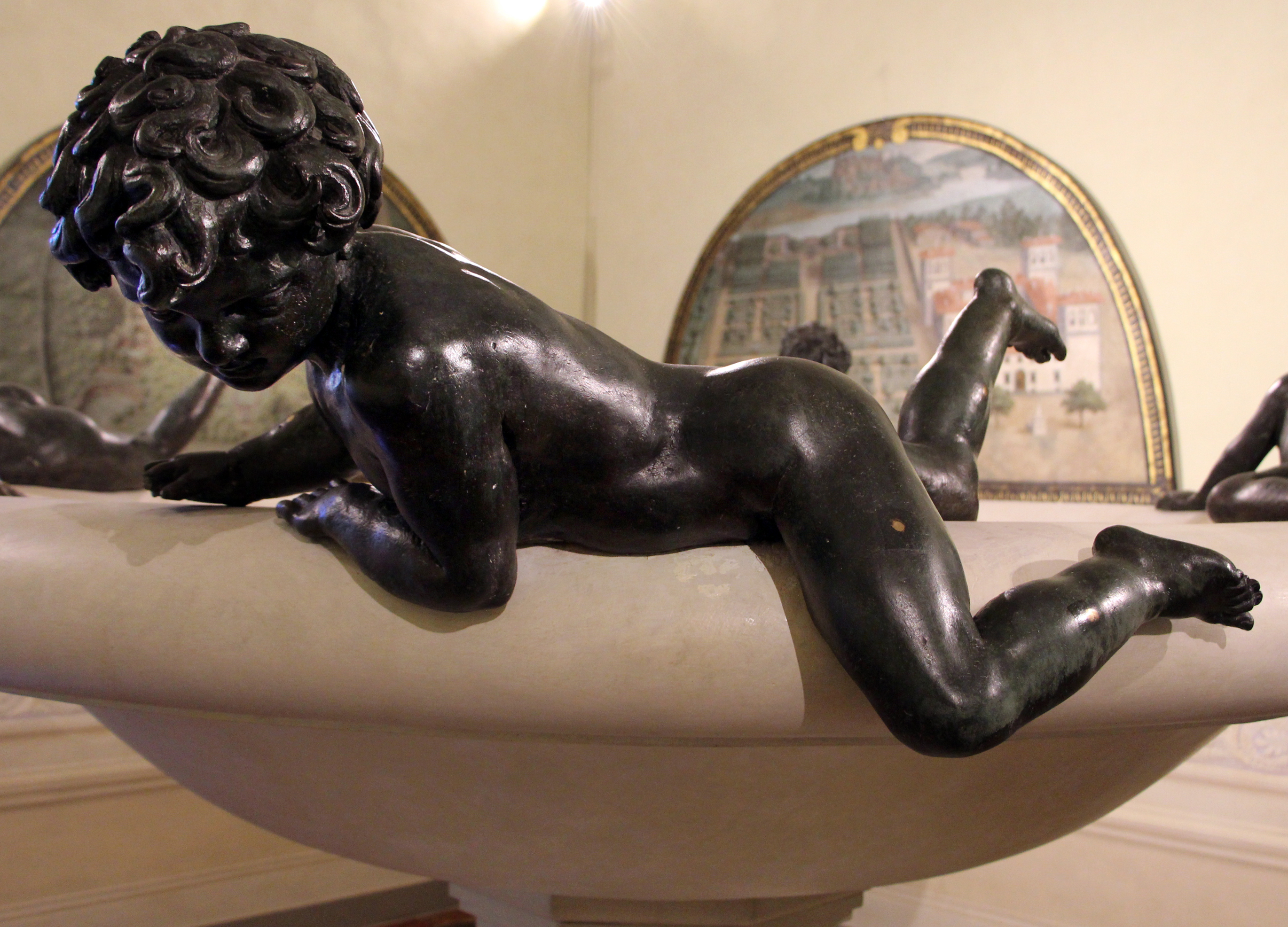
Putto con pesce, Firenze, villa medicea della Petraia

Inoltre, sempre con l'intermediazione del Tribolo, scolpì uno stemma mediceo marmoreo perduto per il palazzo di Pier Francesco Riccio in via Faenza a Firenze, noto però da un frammentario modello in terracotta al Victoria and Albert Museum, in cui due putti dalle gambe intrecciate si ispiravano a una fontana eseguita dal suo maestro per la villa Caserotta di Matteo Strozzi a San Casciano in Val di Pesa (nota da un'incisione), discostandosi però nel ritmo più serrato, che compare anche in un'altra opera riferibile a quegli anni (non ricordata da Vasari), il Pan e Olimpo nel Museo del Bargello.
Nella prima metà degli anni quaranta fece un primo, breve viaggio a Roma.
Entro il 1547, per la villa di Castello, eseguì alcuni putti recanti pesci o altri animali come attributi, perduti o di incerta identificazione, e un Bacco con satiro per la villa di Montici di Bongianno Capponi (morto nel maggio di quell'anno), già documentato a palazzo Vettori-Capponi ma poi perduta, e riprodotta forse in un suo bronzetto (oggi alla Ca' d'Oro) e sullo sfondo di un Ritratto di giovane di Agnolo Bronzino, che potrebbe effigiare lo stesso Pierino (Londra, National Gallery). Un altro Bacco col satiro Ampelo venne donato da Luca Martini a Eleonora di Toledo nel 1562, eseguito da Pierino integrando un torso antico (1548-1550 circa), con l'esclusione della testa del dio fatta poi da Giovanni Caccini tra il 1585 e il 1598, e oggi conservato agli Uffizi. 
La seconda tranche di lavori per la decorazione del giardino mediceo di Castello è legata alla realizzazione delle fontane monumentali di Fiorenza (oggi rimontata nella villa della Petraia) e di Ercole e Anteo ancora in loco (in entrambi i casi, gli originali sostituiti da copie e conservati dentro la villa della Petraia). Si tratta di  opere a più mani sovrintese sicuramente dal Tribolo, che dovette fornire anche i disegni ai vari collaboratori per la realizzazione degli apparati scultorei. Nella prima a Pierino sono riferiti i satiri nelle specchiature delle candelabre e una compartecipazione al disegno del fusto (GDSU n. 638 Orn.); nella seconda gli sono assegnati due dei vivaci putti (Putto con pesce e Putto di spalle) che ornano il bordo della vasca principale (gli altri due putti sono riferiti al Tribolo stesso e ad Antonio Lorenzi). Qui Pierino si cimentò per la prima volta col bronzo, sebbene in maniera indiretta perché la fusione di tutti e quattro le statue venne effettivamente pagata a Zanobi di Pagno Portigiani.

### Amicizia con Luca Martini

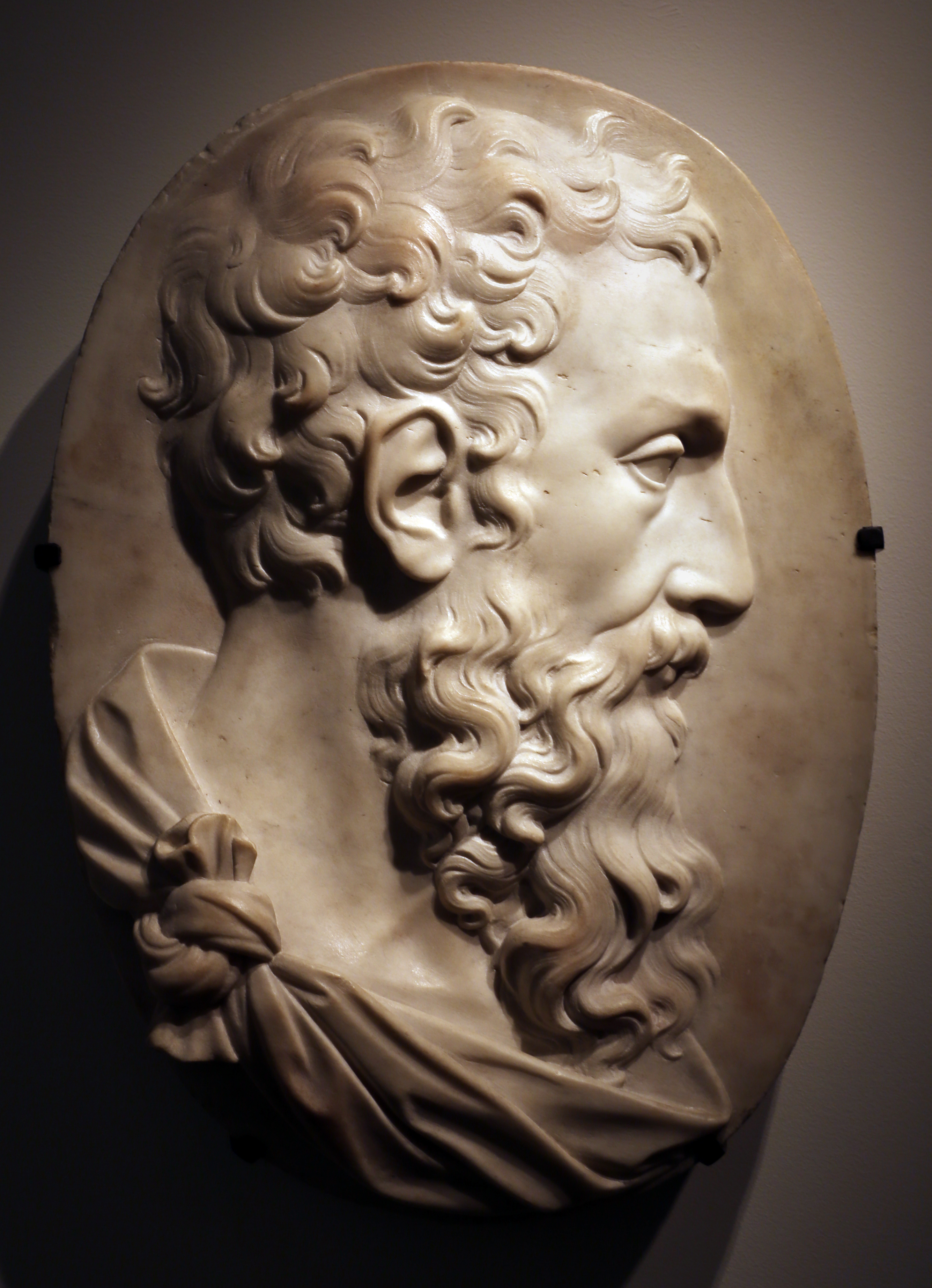
Ritratto di Luca Martini, collezione privata

Figura chiave nella committenza di Pierino da Vinci fu Luca Martini, un notaio di origine fiorentina molto presente anche nei circoli intellettuali romani e amico di numerosi artisti e letterati oltre molto attivo preso la corte papale. Luca, già amico del Tribolo almeno dal 1538, venne presentato con l'intermediazione di quest'ultimo a Pierino entro il 1546 (come ricorda Vasari, ma non è da escludere che incontri vi fossero stati anche anteriormente), nascendo un rapporto di stima reciproco, che presto divenne un'amicizia e un affetto esclusivo. Gravitava inoltre attorno al Martini una cerchia rilevanti figure del mondo intellettuale e artistico come Benedetto Varchi, Annibal Caro, Anton Francesco Grazzini, Jacopo Pontormo, il Bronzino, Giovan Battista del Tasso e Benvenuto Cellini, oltre al Tribolo stesso.
Una prima commissione artistica del Martini per Pierino fu il completamento di un Cristo alla colonna, già identificato dubitativamente con una Flagellazione ora riferita a Vincenzo Danti (Museo Nelson-Atkins, Kansas City).
Quello stesso anno Pierino eseguì, su ordine del Tribolo, un perduto mascherone in pietra forte per la raccolta delle acque piovane in piazza Santa Maria Novella.

### Secondo soggiorno romano
Nel 1546, non ancora diciassettenne, Pierino partì per un secondo e più significativo soggiorno romano sotto la protezione del banchiere Francesco Bandini, conosciuto poco prima a Firenze sotto la supervisione a distanza dei suoi protettori Tribolo e Luca Martini, con l'occasione della realizzazione di un modellino in cera per una tomba monumentale in Santa Croce mai realizzata.
A Roma il Bandini lo presentò a Michelangelo Buonarroti, forse già incontrato qualche anno prima durante il suo primo viaggio e sicuramente già studiato tante volte a fianco del Tribolo. Dal Buonarroti ottenne un disegno che tradusse in un rilievo della Crocifissione (opera non rintracciata), e spedì a Firenze una copia in cera del Mosè per Luca Martini. Databile a questo periodo è forse anche una languida Leda col cigno, ispirata a un altro disegno del Buonarroti (Berlino, Bode Museum).
Si dedicò anche al restauro delle opere antiche, integrando un cavallo per il Bandini e rifacendo la testa per un busto antico per il cardinale Niccolò Ridolfi, che gli commissionò anche una Venere (tutte opere ricordate da Vasari, ma non rintracciabili). Incerta è l'attribuzione di un Bacco e Ampelo oggi agli Uffizi, riferito da Pizzorusso a questo periodo.

### A Pisa

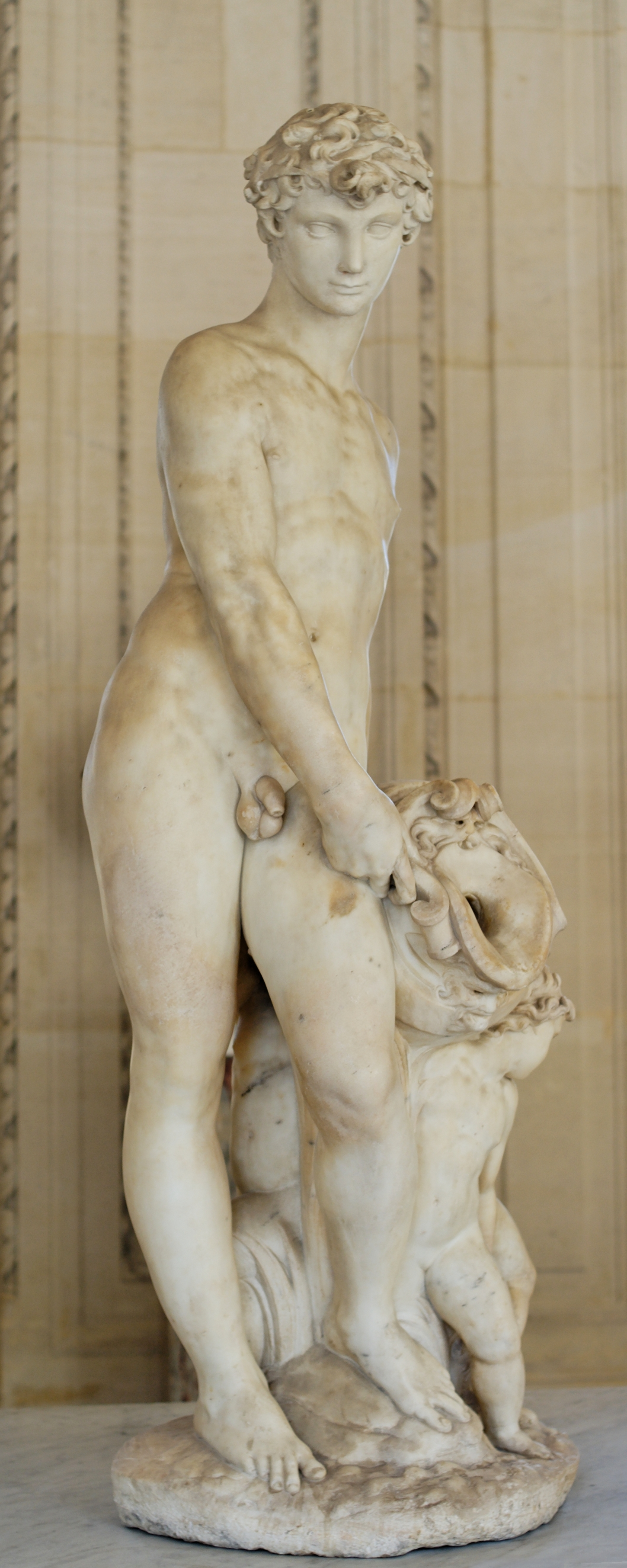
Giovane fiume, marmo scolpito da Pierino da Vinci, Museo del Louvre

Nel corso del 1547 Pierino rientrò in Toscana, come suggerisce la data sui bronzetti con lo stemma Martini oggi nelle raccolte della Ca' d'Oro a Venezia (una Venere/Pomona e un già citato Bacco, con un basamento ispirato a quello disegnato da Michelangelo per il Marc'Aurelio in piazza del Campidoglio), realizzati per celebrare l'elezione di Luca Martini nell'aprile di quell'anno a provveditore dell'Ufficio delle Galee e dei Fossi, ovvero quale responsabile delle bonifiche nel Pisano promosse dal 1538 da Cosimo I de' Medici.
Pierino si stabilì dunque a Pisa col suo amico e protettore, attendendo a una serie di commissioni per i Medici, la prima delle quali fu forse il monumento funebre per il filosofo pavese Matteo Corte (Pisa, Camposanto), in cui realizzò degli apparati decorativi su disegno del Tribolo e a fianco delle sculture principali di Antonio Lorenzi (1548 circa).
Nel 1548 dette inoltre una notevole prova d'ingegno per la statua di grandi dimensioni e a tutto tondo del Dio fluviale (Parigi, Louvre) su un marmo procuratogli dal Martini (Vasari ricorda le vicissitudini legate a un difetto del blocco, ma la confonde descrivendola sdraiata anziché in piedi). L'opera sarebbe stata apprezzata dalla duchessa Eleonora di Toledo e donata, assieme ad alcune opere del Tribolo, al fratello di lei García, che a Livorno la imbarcò su una delle sue galee per portarla nel giardino della sua villa a Napoli (documentata effettivamente nel 1553 a villa la Starza a Pozzuoli).
Legata a un tema letterario e della storia pisana è anche il rilievo con la Morte del conte Ugolino e dei suoi figli, noto in varie repliche e su supporti diversi (bronzo, terracotta, stucco, marmo e cera), tra cui il più antico è forse quello a Chatsworth House (Derbyshire), opera che fu probabilmente commissionata da Luca stesso, estimatore di Dante e proprietario di una copia aldina della Divina Commedia.

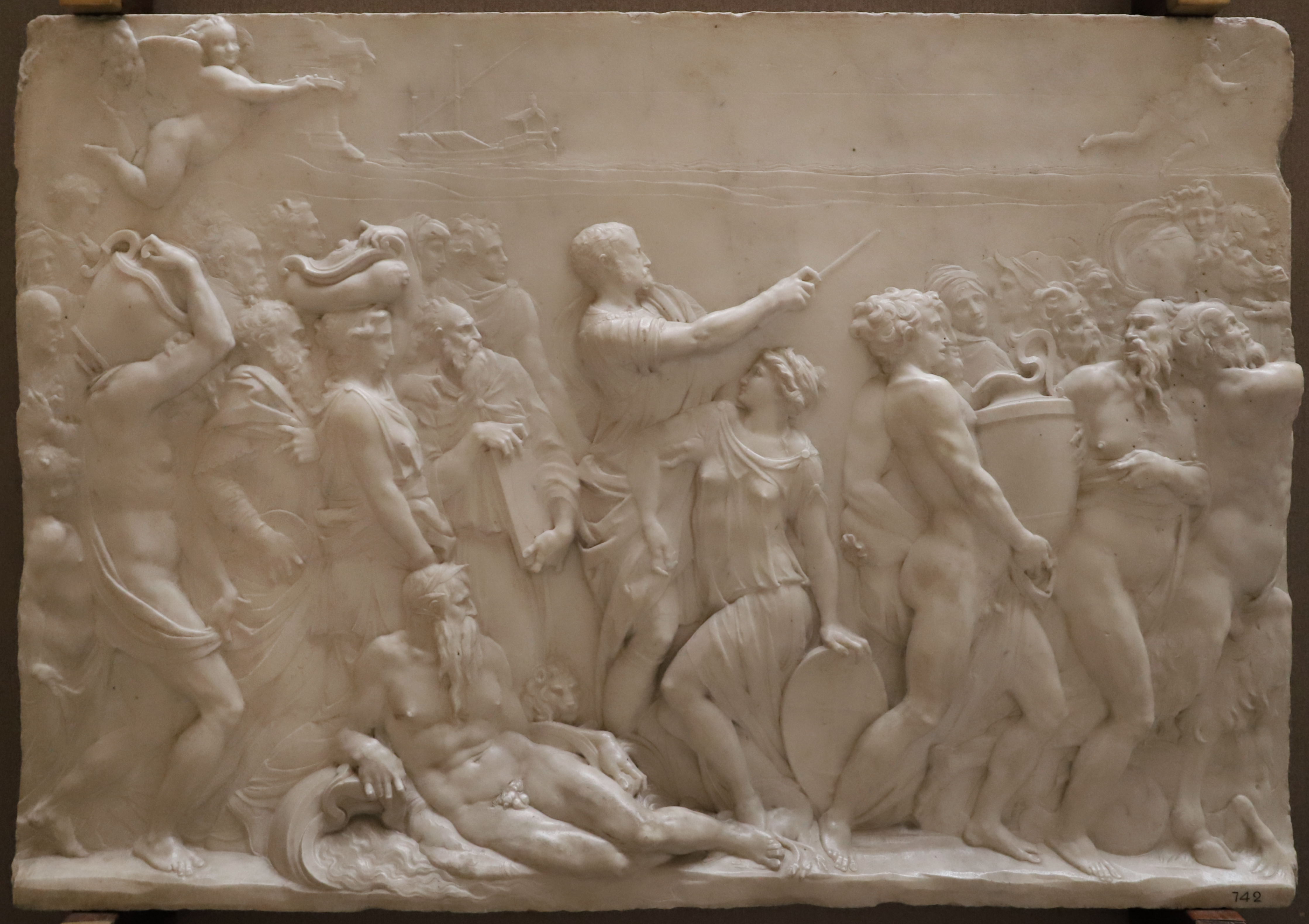
Pisa restaurata, Pinacoteca vaticana

Al 1550 circa risalgono i più evidenti omaggi al suo protettore, il ritratto entro ovale marmoreo (collezione privata) e il rilievo stiacciato della Pisa restaurata (Pinacoteca Vaticana), che celebrava la riqualificazione della città con una scena di trionfo, dove Cosimo I accompagna Minerva con lo scudo pisano, seguiti da un Genio della Vittoria e un festoso corteo in cui compaiono i protagonisti della rinascita (Guido Guidi, Luca Martini, Tribolo, Michelangelo e lo stesso Pierino), scacciando i vizi all'ombra di una personificazione dell'Arno.
Altre opere attribuite questi anni sono un Profilo femminile in ovale (Lawrence, Spencer Museum of art, The University of Kansas, attribuzione con riserve) e la Sacra famiglia con san Giovannino e sant'Elisabetta (già al Museo nazionale del Bargello, trafugata nel 1944), già appartenuta a Eleonora di Toledo.
Al 1550 circa risale la grande scultura di Sansone col Filisteo, destinata a decorare il lungarno pisano davanti alla sua abitazione, opera che mostra tutto l'interesse per le intricate torsioni e il muscolarismo michelangiolesco, trasferita incompiuta a Firenze nel decennio del 1570-79 e collocata nel cortile della Dogana di Palazzo Vecchio dopo essere stata terminata da Bartolomeo Ammannati nel gennaio del 1592.
Restano tuttora a Pisa invece la Dovizia, aggiornamento dell'analoga statua fiorentina di Donatello a Firenze, collocata a Pisa in piazza della Berlina, assieme a uno stemma Medici-da Toledo con gli emblemi dell'aquila e del diamante su un palazzo nella stessa piazza, e uno stemma ducale all'ingresso meridionale del Palazzo della Sapienza, forse in collaborazione col Tribolo, che comunque morì nel 1550.

### Ultime opere

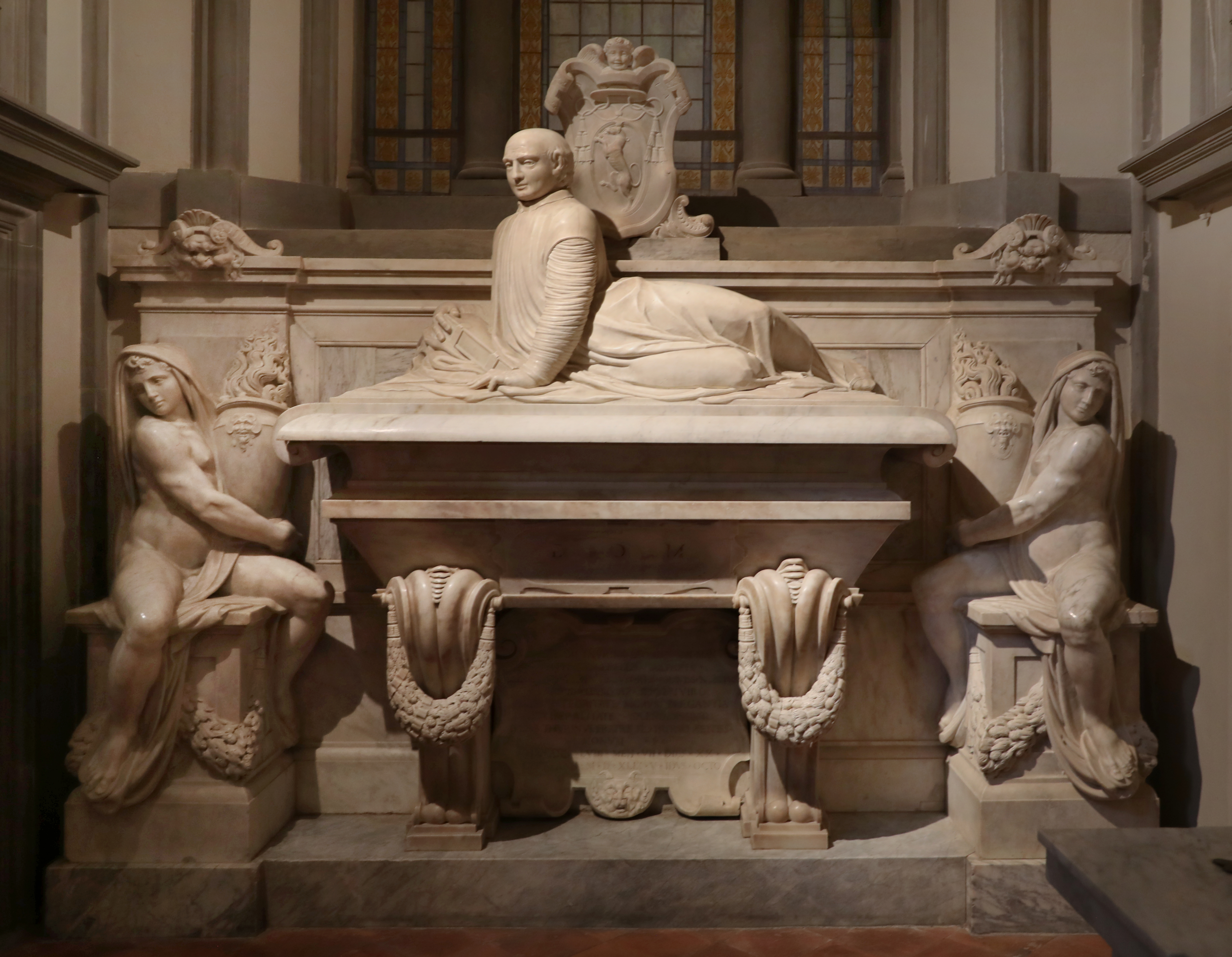
Monumento a Baldassarre Turini il Giovane, Pescia

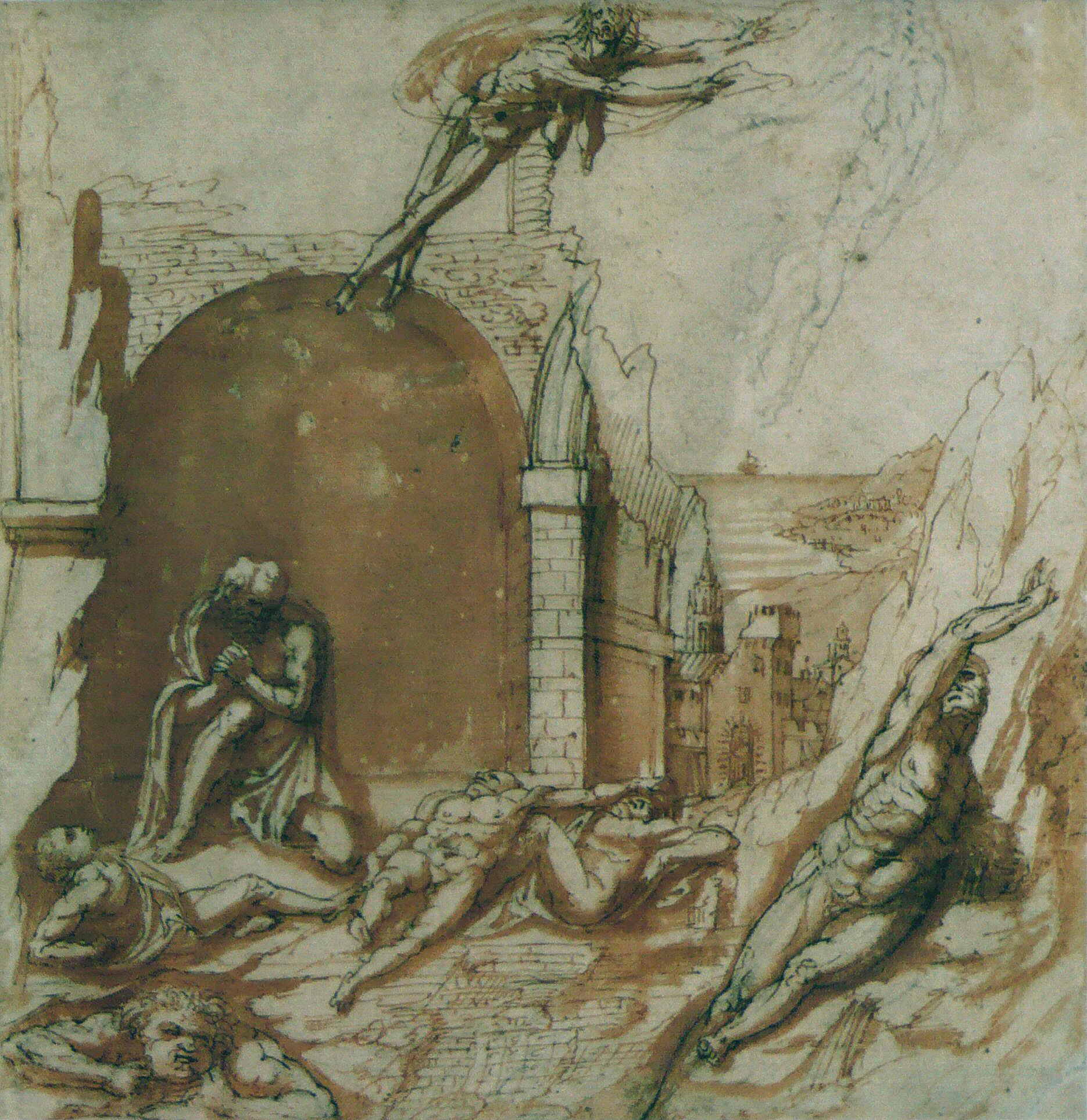
Disegno per la Morte del conte Ugolino, Marsiglia, Musée des Beaux-Arts

Il 30 maggio 1552, probabilmente facilitato dal suo discepolato col Tribolo, firmò un contratto con i fratelli Turino e Giulio Turini per realizzare un monumento nel Duomo di Pescia e Baldassarre Turini il Giovane, datario di Leone X, segretario di Clemente VII e chierico di camera di Paolo III. Pierino si mise all'opera producendo alcuni disegni e scolpendo almeno il genio funebre sulla sinistra, i mascheroni e il sarcofago col gisant in un'innaturale torsione che simboleggia il risveglio dopo la morte (il genio destro, copiato dal quello di Pierino, fu poi terminato da Stoldo Lorenzi).
Nel 1552 è ricordato in un documento come residente a Pisa, a proposito di una procura per dei terreni a favore del cugino Benedetto di Guglielmo.
A Pierino sono riferiti anche alcuni bronzetti e oreficerie, a cui si dedicò almeno dal 1547. Tra questi la base di un candeliere al British Museum (identificata grazie a un disegno preparatorio col suo nome).

### Viaggio a Genova e morte
Nell'ottobre del 1552 si trovava a Genova al seguito di Luca Martini, incaricato dal duca di Toscana di reperire fondi presso il banchiere Adamo Centurione. Qui venne incaricato dall’abate Tommaso di Negro di realizzare un vaso e due bicchieri in argento (novembre 1552). Fu ospite del Centurioni alla sua villa a Pegli, e per lui abbozzò il modello di un San Giovanni Battista, forse quello poi tradotto in marmo poi da Gianfrancesco Susini (Washington, National Gallery of Art). Tutte le opere genovesi risultano perdute.
Già a dicembre Luca veniva richiamato in Toscana dal duca, mentre Pierino restava ammalato presso il Di Negro, rientrando a gennaio a Pisa via mare e il porto di Livorno. Morì poi a Pisa nei primi mesi del 1553, a soli ventitré anni per una febbre malarica (1553). Per la sua prematura scomparsa non poté esprimere appieno il suo potenziale artistico, che già i contemporanei definirono di altissimo livello.